# Tjorben Uphoff
Tjorben Uphoff (* 8. September 1994 in Hannover) ist ein deutscher Fußballspieler. Der Abwehrspieler spielte für verschiedene Regionalligamannschaften und steht seit 2022 beim FC Teutonia 05 Ottensen unter Vertrag.

## Karriere
Uphoff begann seine Karriere beim hannoverschen Stadtteilverein Sportfreunde Ricklingen und wechselte 2007 in die Jugend von Werder Bremen. Nach drei Jahren ging er zum FC St. Pauli.
2013 rückte er beim FC St. Pauli in die zweite Mannschaft auf, die in der viertklassigen Regionalliga Nord spielt und hatte dort direkt einen Stammplatz in der Innenverteidigung. Abgesehen von einem Kurzeinsatz für die Profimannschaft in der zweiten Liga im September 2014 spielte er zwei Jahre für St. Paulis Amateure und belegte mit der Mannschaft jeweils einen Mittelfeldplatz.
Zur Saison 2015/16 wechselte Uphoff zur zweiten Mannschaft des FC Schalke 04 in die Regionalliga West. Auch dort verbrachte er als Stammspieler in der Innenverteidigung zwei Jahre. Nachdem sein erstes Jahr bei den Amateuren der Königsblauen mit einem Platz im Mittelfeld der Tabelle geendet hatte, stieg die Schalker Zweitvertretung nach der Saison 2016/17 in die Fünftklassigkeit ab. Für Uphoff bedeutete dies seinen Abschied aus dem Ruhrgebiet, nächste Station war die Sportvereinigung 07 Elversberg im Saarland, eine der Spitzenmannschaften in der Regionalliga Südwest. Dort kam er jedoch fast gar nicht zum Einsatz, seine Pflichtspielteilnahmen beschränkten sich auf einen Kurzeinsatz in der Liga, zwei Spiele im Saarlandpokal gegen unterklassige Gegner sowie ein Spiel für die zweite Mannschaft in der sechstklassigen Saarlandliga. Bereits in der Winterpause löste er seinen Vertrag wieder auf und schloss sich dem Wuppertaler SV an. In Wuppertal, wiederum Regionalligist, lief es wieder besser für den mittlerweile 24-Jährigen: Stammplatz in der Innenverteidigung und Platz drei mit der Mannschaft in der Regionalliga West. In der Folgesaison reichte es für den früheren Bundesligisten nur zu einem Mittelfeldplatz und seit Sommer 2019 war Tjorben Uphoff dort Mannschaftskapitän. 2021 gewann er mit dem WSV den Niederrheinpokal.
Nach drei Jahren beim Wuppertaler SV wechselte Uphoff im Sommer 2021 innerhalb der Liga zu Alemannia Aachen. Bei der Alemannia sollte es ein kurzes Gastspiel werden, insgesamt kam Uphoff auf 19 Spiele und 1 Treffer in der RL West und einen Einsatz im Mittelrheinpokal, ehe er im Januar 2022 den Verein verließ. Am 25. Januar 2022 schloss er sich dem Hamburger Verein FC Teutonia 05 Ottensen in der Regionalliga Nord an.

## Erfolge
- Niederrheinpokalsieger: Niederrheinpokal 2020/21 (Wuppertaler SV)